# محمد السید (بوکسور)
محمد السید (عربی: محمد السيد؛ زادهٔ ۲۲ آوریل ۱۹۷۳) بوکسور اهل مصر بود.
از افتخارات وی میتوان به کسب مدال برنز بوکس وزن ۸۱-۹۱ کیلوگرم در بازی‌های المپیک تابستانی ۲۰۰۴ اشاره کرد.